# Lupta de la Bartolomeu (1916)
Lupta de la Bartolomeu a fost o acțiune militară de nivel tactic, desfășurată pe Frontul Român, în timpul campaniei din anul 1916 a participării României la Primul Război Mondial. Ea s-a desfășurat în perioada 25 septembrie/8 octombrie 1916 și a avut ca rezultat împușcarea din spate a unei întregi companii române., în ea fiind angajate forțe române din Divizia 6 Infanterie română și forțe ale Puterilor Centrale din Divizia 187 Infanterie germană. A făcut parte din acțiunile militare care au avut loc în bătălia de la Brașov.:p. 297

## Comandanți

### Comandanți români
- General Nicolae Arghirescu

### Comandanți ai Puterilor Centrale
- General Edwin Sunkel